# Renée Gilly
Pour les articles homonymes, voir Gilly.
Renée Lydie Gilly, née le 29 avril 1906 à Paris (17e) et morte le 30 mars 1977 à Paris (9ème), est une mezzo-soprano française, membre de la troupe de l'Opéra-Comique, où elle a joué des rôles tels que Charlotte de Massenet, Santuzza de Mascagni et Carmen de Georges Bizet. Elle est apparue dans des premières mondiales et a chanté en tant qu'invitée dans les plus grands opéras d'Europe.

## Carrière
Renée Gilly est la fille du baryton Dinh Gilly et de la mezzo-soprano Cécile Gilly. À l'âge de quatre ans, elle commence des études de piano avec Marguerite Long. En 1922, à l'âge de 16 ans, elle entreprend une série de récitals de piano en Angleterre. Elle sert également d'accompagnatrice à son père, participant à une série de conférences concernant le chant. Sur la proposition de Pierre-Barthélemy Gheusi, plus tard directeur de l'Opéra-Comique, elle se met au chant, et étudie avec son père et sa mère.
Elle fait ses débuts à l'Opéra-Comique dans le rôle de Charlotte dans Werther de Massenet , le 16 septembre 1933, et devient l'une des principales interprètes de la compagnie. Parmi ses rôles : Carmen de Bizet, Santuzza dans Cavalleria Rusticana, Toinette dans Le Chemineau de Xavier Leroux, Dulcinée dans  Don Quichotte de Massenet, Jacqueline dans Le Médecin malgré lui de Gounod, la mère dans Louise de Charpentier, le rôle titre dans Mignon d'Ambroise Thomas, Geneviève dans Pelléas et Mélisande de Debussy, Panttasilée dans La Reine Fiammette de Xavier Leroux, Rosette dans Manon de Massenet, Margared dans Le roi d'Ys de Lalo, le rôle-titre dans la Tosca de Puccini, Salud dans La vida breve de Falla, Poppée dans une version française de L'incoronazione di Poppea de Monteverdi.
Elle participe à six premières mondiales, dont Magdeleine dans Gargantua d'Antoine Mariotte, Ninon dans A quoi rêvent les jeunes filles d'Hector Fraggi et le rôle-titre dans Esther de Carpentras de Darius Milhaud
Elle fait ses débuts à l'Opéra de Paris, le 13 octobre 1936, dans le rôle-titre d'Hérodiade de Massenet. Dans le cadre de cette compagnie, elle chante également le rôle d'Ortrud dans Lohengrin de Wagner, Brünhilde dans Die Walküre, Marguerite dans La Damnation de Faust de Berlioz, Margared dans Le Roi d'Ys et Marina dans Boris Godounov de Moussorgski. Elle se produit en tant qu'invitée en Belgique, au Royal Opera House de Londres et aux Pays-Bas, en Hongrie, à Monte-Carlo, en Afrique du Nord, en Roumanie et en Suisse,.
Elle avait une voix puissante avec une musicalité exceptionnelle et une excellente technique. Ayant une formation de pianiste, elle a travaillé comme accompagnatrice pour les leçons de sa mère avec les étudiants. Richard Davis a écrit que Marjorie Lawrence a été surprise de découvrir que la personne qui l'accompagnait pendant les cours de Cécile Gilly était sa fille, qui est alors devenue l'enseignante chargée d'enseigner à Lawrence les rôles.
Elle joue dans le film Le Barbier de Séville de Jean Loubignac sorti en 1948.
À sa retraite de la scène en 1951, elle devient présidente du Conservatoire de Paris. Elle est restée au Conservatoire jusqu'à sa retraite en 1976,.
Gilly était mariée au baryton Louis Musy. Elle est décédée le 31 mars 1977 à Paris.